# Morti nel 2013/Ottobre
| Questa pagina contiene informazioni ricavate automaticamente dalle voci biografiche con l'ausilio del template Bio e di un bot. L'aggiornamento è periodico e automatico e ricostruisce completamente la pagina. Se manca una persona in questa lista, sei pregato di non aggiungerla, ma accertati piuttosto che la sua voce biografica contenga il template Bio e che i dati anagrafici siano correttamente compilati. Se il template Bio manca, inseriscilo tu stesso o, in alternativa, metti l'avviso {{tmp\|Bio}} che ne segnala la mancanza. Se i dati riportati sono sbagliati, correggi direttamente la voce biografica; le modifiche saranno visibili in questa lista entro pochi giorni. Per chiarimenti vedi il progetto biografie. La lista contiene solo le 195 persone che sono citate nell'enciclopedia e per le quali è stato implementato correttamente il template Bio. Pagina aggiornata al 18 lug 2025. |

- 1º ottobre - Peter Broadbent, calciatore inglese (n. 1933)
- 1º ottobre - Tom Clancy, scrittore, sceneggiatore e autore di videogiochi statunitense (n. 1947)
- 1º ottobre - Giuliano Gemma, attore e stuntman italiano (n. 1938)
- 1º ottobre - Israel Gutman, storico polacco (n. 1923)
- 1º ottobre - Arnold Lazarus, psicologo sudafricano (n. 1932)
- 1º ottobre - Juan José Linz, politologo spagnolo (n. 1926)
- 2 ottobre - Olena Fen'ko, cestista ucraina (n. 1976)
- 2 ottobre - Eugenio Gerli, architetto e designer italiano (n. 1923)
- 2 ottobre - Herbert O. House, chimico statunitense (n. 1929)
- 2 ottobre - Alessandro Menchinelli, politico e partigiano italiano (n. 1924)
- 2 ottobre - Aldo Rosselli, scrittore italiano (n. 1934)
- 2 ottobre - Zdeněk Rytíř, cantautore, compositore e musicista ceco (n. 1944)
- 3 ottobre - Sergej Belov, cestista, allenatore di pallacanestro e dirigente sportivo sovietico (n. 1944)
- 3 ottobre - Masae Kasai, pallavolista giapponese (n. 1933)
- 3 ottobre - Ángeles Santos Torroella, pittrice spagnola (n. 1911)
- 4 ottobre - Umberto Bernardini, politico e filosofo italiano (n. 1942)
- 4 ottobre - Fabiano De Zan, politico italiano (n. 1923)
- 4 ottobre - Christian Gailly, scrittore francese (n. 1943)
- 4 ottobre - Ștefan Stănculescu, allenatore di calcio e calciatore rumeno (n. 1923)
- 4 ottobre - Võ Nguyên Giáp, generale, politico e scrittore vietnamita (n. 1911)
- 5 ottobre - Gaetano Fidanzati, mafioso italiano (n. 1935)
- 5 ottobre - George Kok, cestista statunitense (n. 1922)
- 5 ottobre - Carlo Lizzani, regista, sceneggiatore e storico del cinema italiano (n. 1922)
- 5 ottobre - Adriano Paolo Morando, ingegnere italiano (n. 1949)
- 5 ottobre - Bavua Ntinu André, artista marziale congolese (Repubblica Democratica del Congo) (n. 1939)
- 5 ottobre - Yakkun Sakurazuka, cantante e doppiatore giapponese (n. 1976)
- 6 ottobre - Paul Rogers, attore britannico (n. 1917)
- 7 ottobre - Giōrgos Amerikanos, cestista e allenatore di pallacanestro greco (n. 1942)
- 7 ottobre - Giancarlo Cadé, calciatore e allenatore di calcio italiano (n. 1930)
- 7 ottobre - Patrice Chéreau, regista, sceneggiatore e attore francese (n. 1944)
- 7 ottobre - Pietro Lezzi, politico italiano (n. 1922)
- 7 ottobre - Ovadia Yosef, rabbino israeliano (n. 1920)
- 8 ottobre - Philip Chevron, chitarrista e cantante irlandese (n. 1957)
- 8 ottobre - José Faría, allenatore di calcio e calciatore brasiliano (n. 1933)
- 8 ottobre - Rod Grams, politico statunitense (n. 1948)
- 8 ottobre - Aleardo Nani, calciatore e cestista italiano (n. 1931)
- 8 ottobre - Khady Sylla, scrittrice senegalese (n. 1963)
- 9 ottobre - Norma Bengell, attrice, cantante e regista brasiliana (n. 1935)
- 9 ottobre - Daniel Duval, attore, regista e sceneggiatore francese (n. 1944)
- 9 ottobre - Wilfried Martens, politico belga (n. 1936)
- 9 ottobre - Milan Matulović, scacchista serbo (n. 1935)
- 9 ottobre - Paolo Morelli, musicista e cantautore italiano (n. 1947)
- 9 ottobre - Mark Brandon Read, criminale e scrittore australiano (n. 1954)
- 9 ottobre - Helmut Wolf, sciatore alpino italiano (n. 1968)
- 9 ottobre - Bruno Zanettin, geologo e esploratore italiano (n. 1923)
- 10 ottobre - Joop Cabout, pallanuotista olandese (n. 1927)
- 10 ottobre - Malcolm Carpenter, astronauta statunitense (n. 1925)
- 10 ottobre - Jan Kuehnemund, chitarrista statunitense (n. 1962)
- 10 ottobre - Kumar Pallana, attore indiano (n. 1918)
- 10 ottobre - Marc Peirone, cestista francese (n. 1926)
- 10 ottobre - Nunzio Sciavarrello, pittore, incisore e scenografo italiano (n. 1918)
- 11 ottobre - Natalino Di Giannantonio, politico italiano (n. 1922)
- 11 ottobre - Aldo Massasso, attore italiano (n. 1933)
- 11 ottobre - Alberto Presutti, politico, medico e chirurgo italiano (n. 1937)
- 11 ottobre - Erich Priebke, militare e criminale di guerra tedesco (n. 1913)
- 11 ottobre - Giorgio Upiglio, incisore italiano (n. 1932)
- 11 ottobre - Rolf Wembstad, dirigente sportivo e calciatore norvegese (n. 1927)
- 11 ottobre - María de Villota, pilota automobilistica spagnola (n. 1979)
- 12 ottobre - Lino Bianchi, musicologo italiano (n. 1920)
- 12 ottobre - George Herbig, astronomo statunitense (n. 1920)
- 12 ottobre - Oscar Hijuelos, scrittore statunitense (n. 1951)
- 12 ottobre - Almut Gitter Jones, botanica e micologa statunitense (n. 1923)
- 12 ottobre - Rose Meth, superstite dell'Olocausto polacca (n. 1925)
- 13 ottobre - Giuseppe Di Costanzo, scrittore italiano (n. 1953)
- 13 ottobre - Joe Meriweather, cestista, allenatore di pallacanestro e dirigente sportivo statunitense (n. 1953)
- 13 ottobre - Eugenio Rambaldi, generale italiano (n. 1918)
- 13 ottobre - Antti Tyrväinen, biatleta finlandese (n. 1933)
- 13 ottobre - Takashi Yanase, scrittore giapponese (n. 1919)
- 13 ottobre - Marco Zamperini, informatico, dirigente d'azienda e blogger italiano (n. 1963)
- 14 ottobre - Mario Cravedi, politico e partigiano italiano (n. 1928)
- 14 ottobre - Carlo Maria Gramaccioli, mineralogista italiano (n. 1935)
- 14 ottobre - Josef Majer, calciatore cecoslovacco (n. 1925)
- 14 ottobre - Rolly Marchi, giornalista e scrittore italiano (n. 1921)
- 15 ottobre - Sean Edwards, pilota automobilistico e attore britannico (n. 1986)
- 15 ottobre - Rudolf Friedrich, politico svizzero (n. 1923)
- 15 ottobre - Gloria Lynne, cantante statunitense (n. 1929)
- 15 ottobre - Giovanni Martinelli, imprenditore e dirigente sportivo italiano (n. 1951)
- 15 ottobre - Bruno Metsu, allenatore di calcio e calciatore francese (n. 1954)
- 15 ottobre - George Olesen, fumettista statunitense (n. 1924)
- 15 ottobre - Vicente Palacio Atard, storico spagnolo (n. 1920)
- 15 ottobre - Hans Riegel, imprenditore tedesco (n. 1923)
- 15 ottobre - Gianni Volpi, critico cinematografico italiano (n. 1940)
- 16 ottobre - Luigi Bernardi, scrittore, saggista e sceneggiatore italiano (n. 1953)
- 16 ottobre - Albert Bourlon, ciclista su strada francese (n. 1916)
- 16 ottobre - Renzo Cerrato, regista, produttore televisivo e attore italiano (n. 1920)
- 16 ottobre - Ed Lauter, attore, comico e cabarettista statunitense (n. 1938)
- 16 ottobre - Laurel Martyn, ballerina australiana (n. 1916)
- 16 ottobre - Erhard Meinhold, calciatore tedesco orientale (n. 1923)
- 17 ottobre - Giorgio Dellagiovanna, calciatore italiano (n. 1941)
- 17 ottobre - Antonio Guidi, attore e doppiatore italiano (n. 1927)
- 17 ottobre - Elio Matassi, filosofo italiano (n. 1945)
- 17 ottobre - Luciano Nicastri, filologo classico e latinista italiano (n. 1936)
- 17 ottobre - Lou Scheimer, produttore televisivo e doppiatore statunitense (n. 1928)
- 17 ottobre - Rene Simpson, tennista canadese (n. 1966)
- 17 ottobre - Sergio Stanzani, politico e attivista italiano (n. 1923)
- 18 ottobre - René Alleau, scrittore francese (n. 1917)
- 18 ottobre - Francisco Rafael Arellano Félix, criminale messicano (n. 1949)
- 18 ottobre - Tom Foley, politico statunitense (n. 1929)
- 18 ottobre - Manuel Haro, calciatore e allenatore di calcio spagnolo (n. 1931)
- 18 ottobre - Valerio Sestini, architetto, alpinista e esploratore italiano (n. 1935)
- 18 ottobre - Allan Stanley, hockeista su ghiaccio canadese (n. 1926)
- 18 ottobre - Bill Young, politico statunitense (n. 1930)
- 19 ottobre - John Bergamo, percussionista e compositore statunitense (n. 1940)
- 19 ottobre - Viktor Cybulenko, giavellottista sovietico (n. 1930)
- 19 ottobre - Georges Descrières, attore francese (n. 1930)
- 19 ottobre - Noel Harrison, sciatore alpino, attore e cantante britannico (n. 1934)
- 19 ottobre - Ronald Shannon Jackson, batterista statunitense (n. 1940)
- 19 ottobre - Vladimir Keilis-Borok, geofisico, sismologo e matematico russo (n. 1921)
- 19 ottobre - Rosario Martinelli, allenatore di calcio e calciatore italiano (n. 1941)
- 19 ottobre - Dino Paolini, pittore e scultore italiano (n. 1926)
- 19 ottobre - Sandro Pellegrini, attore e doppiatore italiano (n. 1935)
- 19 ottobre - Paolo Terreni, giornalista, disegnatore e scrittore italiano (n. 1955)
- 20 ottobre - Jovanka Broz, politica jugoslava (n. 1924)
- 20 ottobre - Gianni Ferrio, direttore d'orchestra, arrangiatore e compositore italiano (n. 1924)
- 20 ottobre - André Guillou, bizantinista francese (n. 1923)
- 20 ottobre - Lawrence Klein, economista statunitense (n. 1920)
- 20 ottobre - Peter Koch, compositore tedesco (n. 1925)
- 20 ottobre - Imre Nagy, pentatleta ungherese (n. 1933)
- 20 ottobre - Angelo Nuvoletta, mafioso italiano (n. 1942)
- 20 ottobre - Jackie Rea, giocatore di snooker britannico (n. 1921)
- 20 ottobre - Joginder Singh, pilota di rally keniota (n. 1932)
- 20 ottobre - Bram Wiertz, calciatore olandese (n. 1919)
- 21 ottobre - Luciano Migliavacca, presbitero, direttore di coro e compositore italiano (n. 1919)
- 21 ottobre - Major Owens, politico statunitense (n. 1936)
- 21 ottobre - Bohdan Przywarski, cestista polacco (n. 1932)
- 22 ottobre - William Harrison, scrittore e sceneggiatore statunitense (n. 1933)
- 22 ottobre - Antonio Márquez Ramírez, arbitro di calcio messicano (n. 1936)
- 23 ottobre - Wes Bialosuknia, cestista statunitense (n. 1945)
- 23 ottobre - Anthony Caro, scultore britannico (n. 1924)
- 23 ottobre - Sandra Frizzera, scrittrice e giornalista italiana (n. 1924)
- 23 ottobre - Silvio Graziadio Cusin, psicoanalista italiano (n. 1922)
- 23 ottobre - Barnaba Hechich, presbitero italiano (n. 1924)
- 23 ottobre - Ene-Lille Kitsing, cestista sovietica (n. 1934)
- 23 ottobre - Ettore Perego, ginnasta italiano (n. 1913)
- 23 ottobre - Renzo Righetti, arbitro di calcio e dirigente sportivo italiano (n. 1930)
- 23 ottobre - Ferdinando Schettino, politico e saggista italiano (n. 1941)
- 23 ottobre - Esteban Siller, doppiatore messicano (n. 1931)
- 23 ottobre - Manfred Zucker, compositore di scacchi tedesco (n. 1938)
- 24 ottobre - Antonia Bird, regista britannica (n. 1951)
- 24 ottobre - Zuzzurro, comico, cabarettista e attore italiano (n. 1946)
- 24 ottobre - Nino D'Ippolito, politico, antifascista e giornalista italiano (n. 1919)
- 24 ottobre - María de las Casas, modella venezuelana (n. 1942)
- 24 ottobre - Deborah Turbeville, fotografa statunitense (n. 1932)
- 24 ottobre - Manna Dey, cantante indiano (n. 1919)
- 24 ottobre - Manolo Escobar, cantante spagnolo (n. 1931)
- 24 ottobre - Brooke Greenberg, statunitense (n. 1993)
- 24 ottobre - Ana Bertha Lepe, attrice messicana (n. 1934)
- 24 ottobre - Arthur Maling, scrittore statunitense (n. 1923)
- 24 ottobre - Ebbe Parsner, canottiere danese (n. 1922)
- 24 ottobre - Reggie Rogers, giocatore di football americano statunitense (n. 1964)
- 24 ottobre - Henry Taylor, pilota automobilistico britannico (n. 1932)
- 25 ottobre - Giovanni Auletta Armenise, banchiere e dirigente d'azienda italiano (n. 1931)
- 25 ottobre - Arthur Danto, critico d'arte statunitense (n. 1924)
- 25 ottobre - Nigel Davenport, attore britannico (n. 1928)
- 25 ottobre - Arne Johansen, pattinatore di velocità su ghiaccio norvegese (n. 1927)
- 25 ottobre - Siro Lombardini, economista e politico italiano (n. 1924)
- 25 ottobre - Piero Mazzarella, attore italiano (n. 1928)
- 25 ottobre - Tommy McConville, allenatore di calcio e calciatore irlandese (n. 1946)
- 25 ottobre - Hal Needham, regista, stuntman e attore statunitense (n. 1931)
- 25 ottobre - Bill Sharman, cestista, allenatore di pallacanestro e dirigente sportivo statunitense (n. 1926)
- 25 ottobre - Piero Tiberi, attore, doppiatore e direttore del doppiaggio italiano (n. 1947)
- 25 ottobre - Chico Vaughn, cestista statunitense (n. 1940)
- 25 ottobre - Marcia Wallace, attrice, comica e conduttrice televisiva statunitense (n. 1942)
- 25 ottobre - Katharina von Arx, scrittrice e giornalista svizzera (n. 1928)
- 26 ottobre - Matteo Graziano, politico italiano (n. 1941)
- 27 ottobre - Ennio Antonangeli, fotografo e editore italiano (n. 1930)
- 27 ottobre - Olga Gyarmati, lunghista ungherese (n. 1924)
- 27 ottobre - Luigi Magni, regista, sceneggiatore e scrittore italiano (n. 1928)
- 27 ottobre - Lou Reed, cantautore, chitarrista e poeta statunitense (n. 1942)
- 28 ottobre - Francesco Cavalera, generale e aviatore italiano (n. 1919)
- 28 ottobre - George Glasgow, cestista, calciatore e allenatore di calcio statunitense (n. 1931)
- 28 ottobre - Tadeusz Mazowiecki, giornalista e politico polacco (n. 1927)
- 28 ottobre - Ike Skelton, politico statunitense (n. 1931)
- 28 ottobre - Aleksandar Tijanić, giornalista serbo (n. 1949)
- 28 ottobre - Mária Kövi-Zalai, ginnasta ungherese (n. 1924)
- 29 ottobre - Allal Ben Kassou, calciatore marocchino (n. 1941)
- 29 ottobre - Rudolf Kehrer, pianista, compositore e docente russo (n. 1923)
- 29 ottobre - Graham Stark, attore britannico (n. 1922)
- 29 ottobre - Wong Kim Poh, cestista singaporiano (n. 1934)
- 30 ottobre - Max Bléneau, ciclista su strada francese (n. 1934)
- 30 ottobre - Pete Haycock, musicista e compositore britannico (n. 1951)
- 30 ottobre - Ray Mielczarek, calciatore gallese (n. 1946)
- 30 ottobre - Anca Petrescu, architetta e politica rumena (n. 1949)
- 30 ottobre - Perfecto Rodríguez, calciatore e allenatore di calcio argentino (n. 1933)
- 30 ottobre - Franco Rossi, giornalista italiano (n. 1944)
- 30 ottobre - Frank Wess, sassofonista e flautista statunitense (n. 1922)
- 31 ottobre - Zoja Abramova, archeologa sovietica (n. 1925)
- 31 ottobre - Toni Barpi, attore italiano (n. 1920)
- 31 ottobre - Bruno Bertagna, arcivescovo cattolico italiano (n. 1935)
- 31 ottobre - Gunnar Cyrèn, designer svedese (n. 1931)
- 31 ottobre - Chris Chase, attrice, modella e scrittrice statunitense (n. 1924)
- 31 ottobre - Trevor Kletz, chimico britannico (n. 1922)
- 31 ottobre - Francisco Rivera, atleta portoricano (n. 1928)
- 31 ottobre - Franco Sborgi, critico d'arte italiano (n. 1944)
- 31 ottobre - Gérard de Villiers, scrittore e giornalista francese (n. 1929)